# Annelie Ramsbrock
Annelie Ramsbrock (* 10. Juli 1972 in Bielefeld) ist eine deutsche Historikerin und Hochschullehrerin. Sie ist Inhaberin des Lehrstuhls für Allgemeine Geschichte der Neuesten Zeit der Universität Greifswald. Ihr Forschungsschwerpunkt liegt auf der Kultur- und Sozialgeschichte des 19. und 20. Jahrhunderts, Körpergeschichte, Wissensgeschichte, neuer Politikgeschichte und Ideengeschichte.

## Leben und Wirken
Annelie Ramsbrock studierte von 1996 bis 2002 Geschichtswissenschaft, Germanistik und Evangelische Theologie an der Universität Bielefeld, zudem von 1998 bis 1999 Neuere Geschichte und Kunstgeschichte an der Johns Hopkins University in Baltimore im US-Bundesstaat Maryland. Nachdem sie 2002 einen Master of Arts an der Universität Bielefeld erworben hatte, war sie von 2002 bis 2004 Referentin des Präsidenten am Kulturwissenschaftlichen Institut in Essen, von 2004 bis 2007 Koordinatorin des Arbeitsbereichs Internationale Forschungskooperationen (als Teil des Eurhistxx) am Zentrum für Zeithistorische Forschung Potsdam (ZZF Potsdam) und von 2006 bis 2010 Doktorandin am Friedrich-Meinecke-Institut der Freien Universität Berlin. Von 2007 bis 2009 war sie Promotionsstipendiatin der Gerda Henkel Stiftung. 2010 promovierte sie an der Freien Universität Berlin zur Dr. phil. Ihr Doktorvater war Paul Nolte. Von 2009 bis 2016 war Ramsbrock wissenschaftliche Mitarbeiterin am Leibniz-Zentrum für Zeithistorische Forschung Potsdam (ZZF Potsdam).
Seit 2013 ist sie Lehrbeauftragte am Institut für Geschichtswissenschaften an der Humboldt-Universität zu Berlin. Von 2017 bis 2019 war sie Forschungsstipendiatin der Gerda Henkel Stiftung. Von Januar 2018 bis April 2018 war sie Visiting Fellow am St Antony’s College der University of Oxford. Von Oktober 2019 bis Juli 2020 vertrat sie die Professur für Europäische Kultur- und Zeitgeschichte an der Georg-August-Universität Göttingen. Im Juli 2020 erfolgte ihre Habilitation an der Philosophischen Fakultät der Humboldt-Universität zu Berlin mit der Arbeit: Geschlossene Gesellschaft. Reform und Resozialisierung in westdeutschen Gefängnissen, 1945-1985. Seit 2015 ist sie Mitherausgeberin der Zeitschrift WerkstattGeschichte.
Von Januar 2021 bis März 2022 war sie Leiterin der Abteilung IV „Regime des Sozialen“ am Leibniz-Zentrum für Zeithistorische Forschung Potsdam (ZZF Potsdam). Im April 2022 wurde sie zur Professorin für Allgemeine Geschichte der Neuesten Zeit an der Universität Greifswald berufen.
In einer Fernsehdokumentation bei Arte zum Strafvollzug im 21. Jahrhundert trat Ramsbrock als Sachverständige auf. Ihre Publikationen wurden u. a. in der Frankfurter Allgemeinen Zeitung und im Deutschlandfunk rezensiert.

## Schriften (Auswahl)

### Monographien
- Korrigierte Körper. Eine Geschichte künstlicher Schönheit in der Moderne. Wallstein Verlag, Göttingen 2011, ISBN 978-3-8353-0833-6 (zugleich Dissertation, Freie Universität Berlin, 2010).
  - Übersetzung ins Englische von David Burnett: The Science of Beauty. Culture and Cosmetics in Modern Germany, 1750–1930. Palgrave-Macmillan, New York 2015, ISBN 978-1-137-48980-7
- Geschlossene Gesellschaft. Das Gefängnis als Sozialversuch – eine bundesdeutsche Geschichte. S. Fischer Verlag, Frankfurt/Main 2020, ISBN 978-3-10-002517-3 (gekürzte Fassung der Habilitationsschrift).[6]

### Herausgeberschaften
- mit Gabriele Metzler (Hrsg.): Politische Gefangene (= Themenheft WerkstattGeschichte. Heft 80). Klartext Verlag, Essen 2019.
- mit Annette Vowinckel, Malte Zierenberg (Hrsg.): Fotografien im 20. Jahrhundert. Vermittlung und Verbreitung. Wallstein Verlag, Göttingen 2013.
- mit Konrad H. Jarausch und Thomas Lindenberger (Hrsg.): Conflicted Memories. Europeanizing Contemporary Histories. Berghahn Books, New York 2007.
- mit Jörn Rüsen, Michael Fehr (Hrsg.): Die Unruhe der Kultur. Potentiale des Utopischen. Velbrück Verlag, Weilerswist 2004.